# مديرية يهر

تعديل مصدري - تعديل

مديرية يهر إحدى مديريات محافظة لحج في اليمن. بلغ عدد سكانها 37148 نسمة عام 2004، وتتميز المديرية ببعض المعالم الاثرية مثل جبل قنداس التاريخي والذي يقع في قرية قنداس عاصمة وادي يهر، وقد عثر في قمته على بقايا استيطان قديم تعود إلى فترة ما قبل الإسلام أهمها أحد المنازل الذي نحت في الصخر أعلى الجبل، حيث نحت هذا المنزل أسفل صخرة كبيرة في القمة عرضها حوالي 6 أمتار وارتفاع المكان الذي استخدم كمنزل يقارب 5 أمتار تقريبا، وإلى جانب ذلك الجهد الكبير الذي بذل في نحت المنزل، أما المخربشات والرسوم الصخرية التي تنتشر إلى جوار الصخرة في صخور مجاورة تعتبر لوحة فنية جميلة رسمت باللون الأحمر، والتي أثبتت الدراسات الحديثة أنها تعود إلى عصور ما قبل التاريخ، وهي ليست الفريدة من نوعها فهناك في صعدة رسوم ومخربشات تعود أيضاً إلى نفس الفترة، وتوجد في الناحية الجنوبية من هذا الجبل خرائب، تبقى منها بعض جدران لمنازل قديمة ولكن نتيجة لتحويل هذا المكان إلى مدرجات زراعية فقد طمست معالم تلك الخرائب، ويوجد أسفلها صهريج دائري الشكل، طليت جدرانه بمادة القضاض. تلك هي أهم آثار ومدن يافع، وتتميز المديرية أيضا بالبنايات العالية ذات الطراز اليافعي الفريد والذي يجعل من وادي يهر تحفة معمارية فريدة، بالإضافة إلى ذلك تتميز مديرية يهر بوجود مبنى فرع يافع لمجموعة بن عوض النقيب للصناعة والتجارة والتي تعتبر أحد المجموعات التجارية الرائدة في اليمن.

## سوق المديرية الشعبي
يقام في المديرية سوق شعبي في يوم الثلاثاء من كل اسبوع يتوافد اليه الناس من مختلف انحاء مديريات يافع الاربع التابعة لمحافظة لحج للتسوق والشراء ما يحتاجونه من مستلزمات

## مناخ المديرية
يعتبر مناخ المديرية مناخ متوسط البرودة، وتتميز المديرية بسقوط الأمطار في فصل الصيف واوائل فصل الخريف بغزارة حيث تتزين المدرجات الجبلية الزراعية بالخضرة خلال مواسم الزراعة

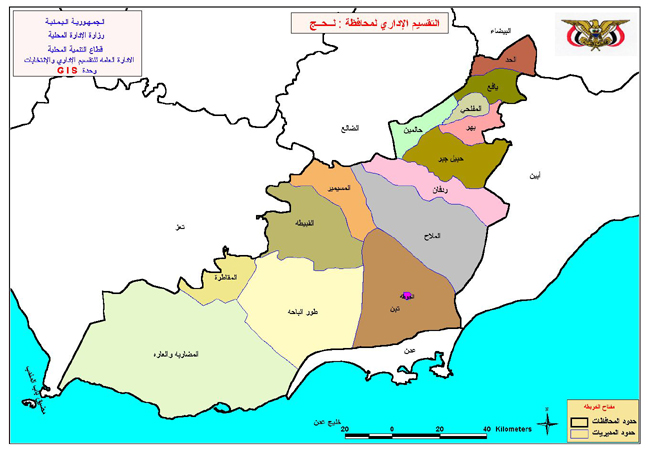
موقع مديرية يهر في محافظة لحج